# (2635) Huggins
(2635) Huggins es un asteroide perteneciente al cinturón de asteroides, descubierto el 21 de febrero de 1982 por Edward Bowell desde la Estación Anderson Mesa (condado de Coconino, cerca de Flagstaff, Arizona, Estados Unidos).

## Designación y nombre
Designado provisionalmente como 1982 DS =. Fue nombrado Huggins en honor al astrónomo británico  William Huggins.